# گوس کریک (کارولینای جنوبی)
گوس کریک(به انگلیسی: Goose Creek) شهری در ایالت کارولینای جنوبی کشور ایالات متحده آمریکا است که جمعیت آن در سرشماری سال ۲۰۱۰ میلادی، ۳۵٬۹۳۸ نفر بوده‌است.

## نگارخانه

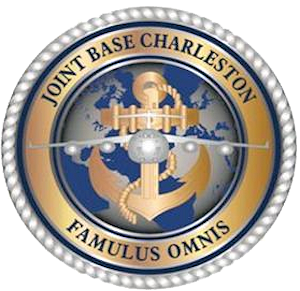
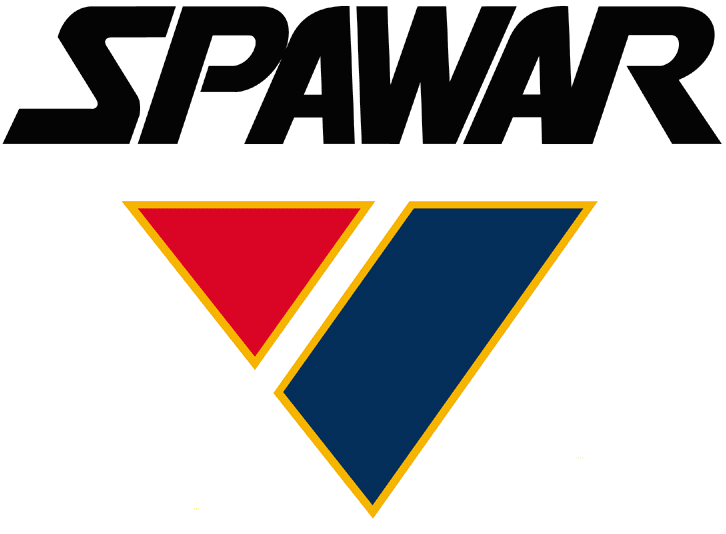
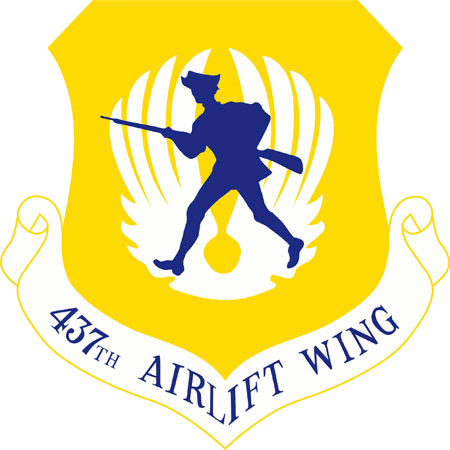
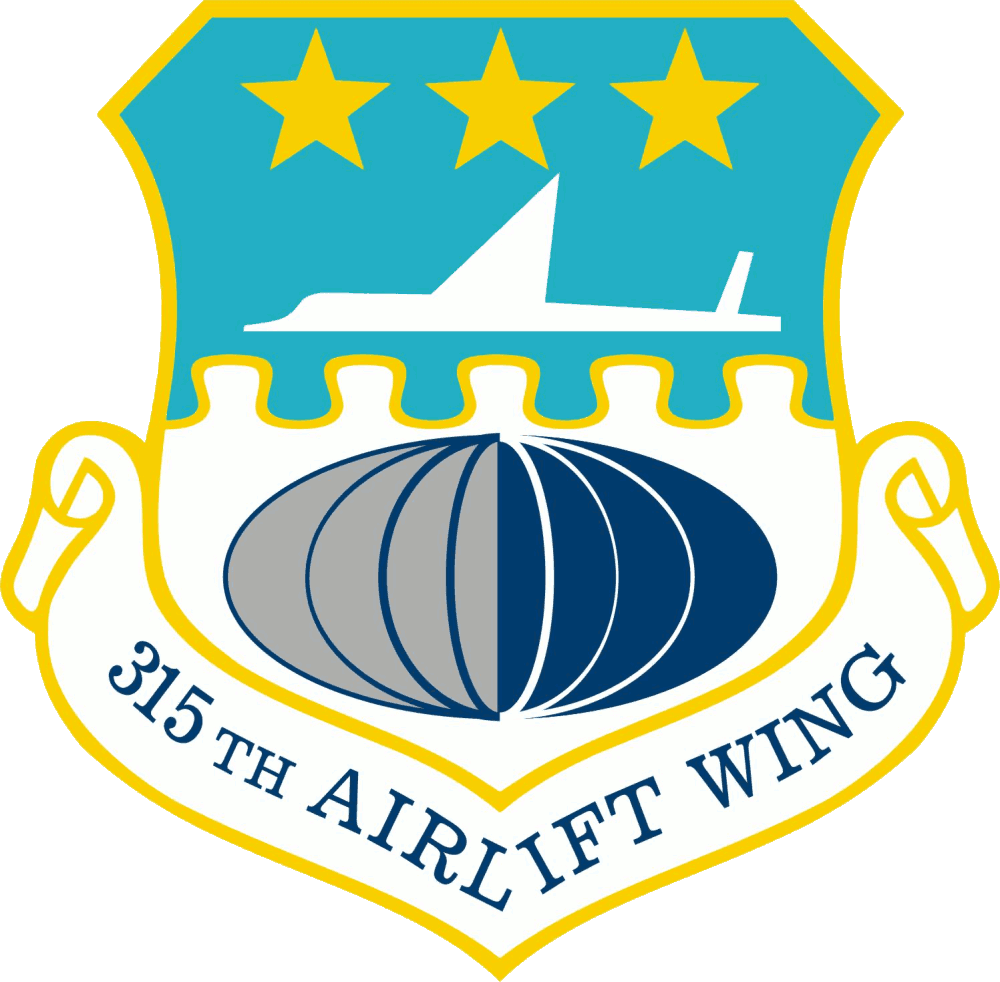
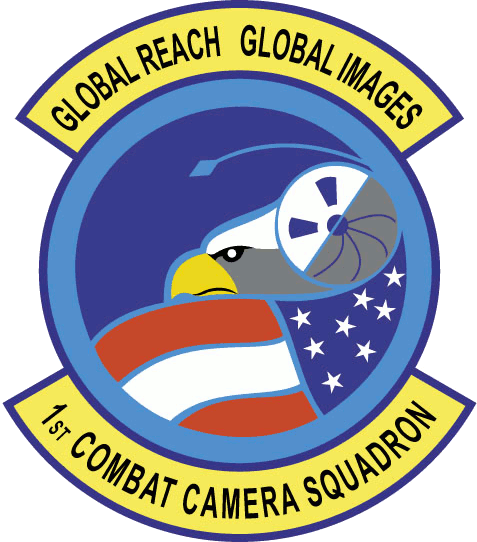
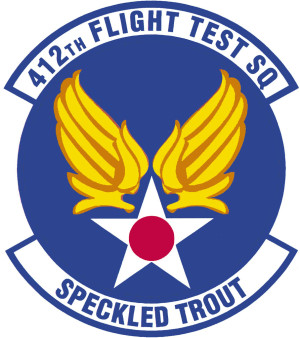